# Bitwa nad rzeką Aesis
Bitwa nad rzeką Aesis – starcie zbrojne, które miało miejsce w roku 82 p.n.e. w czasie tak zwanej I wojny domowej w republikańskim Rzymie (83–82 p.n.e.).
W roku 82 p.n.e. doszło do wznowienia walk pomiędzy optymatami i popularami, po których cała południowa Italia i część Kampanii dostały się pod panowanie Sulli. Do pierwszego większego starcia doszło nad rzeką Aesis w Picenum. Trwająca wiele godzin bitwa zakończyła się zwycięstwem wojsk Kwintusa Cecyliusza Metellusa nad siłami pretora Gajusza Karrynasa. Po porażce Karrynas zbiegł z placu boju, a część jego oddziałów przeszła na stronę Metellusa.